# Сіфнос
Сіфнос (грец. Σίφνος) — острів у Греції, у південній частині  Егейського моря. Один з островів архіпелагу Кіклади, знаходиться між Мілосом і Серіфосом, приблизно за 130 кілометрів на південний схід від Афін.

## Географія
Острів має витягнуту форму. Довжина острова — близько 15 кілометрів, ширина — 7,5 кілометрів. Площа острова становить майже 74 км², а довжина берегової лінії — близько 70 кілометрів. На острів ходить пором з Пірея за маршрутом Пірей — Кіфнос — Серіфос — Сіфнос — Мілос — Кімолос. Деякі пороми на острови Парос та Наксос також зупиняються на острові. На численних човнах, катамаранах і судах на підводних крилах можна добратися на сусідні острови Кіклад. 
На самому острові кілька населених пунктів. Гавань острова Камарес розташована на західному узбережжі і має трохи більше 100 постійних жителів, пов'язана автобусами з іншими селищами острова. Столиця Аполлонія (населення близько 1000 чоловік), розташована за 6 кілометрів від Камареса — побудована на трьох пагорбах, приваблює своєю традиційною архітектурою. У місті є Історико-краєзнавчий музей і Археологічний музей з колекцією скульптур архаїчної та елліністичної епох і кераміки різних періодів — від геометричного до візантійського. І Аполлонія, і розташовані навколо неї населені пункти — Артемонас, Ексамбела, Като Пета — зразки кікладської архітектури. Це своєрідні архітектурні ансамблі, де все — стіни, кам'яні лави, двори, вулички — нагадують нескінченне переплетення кубів, що перебуває в цілковитій гармонії з навколишнім пейзажем. Єдиний виняток — стара столиця острова Кастро, що залишається зразком середньовічного зодчества. Кастро розташована за 3 кілометри від Аполлонія на невеликому пагорбі, в селищі також є невеликий археологічний музей. Пейзаж острова доповнюють численні вітряки та 365 церков і каплиць, які «ростуть» всюди як білі гриби на сірому килимі.